# Фукус
Фукус (Fucus) — рід водоростей з родини Фукусові класу Бурі водорості. Має 19 видів.

## Опис
У представників цього роду водоростей велика слань — до 50 см заввишки й більше, у вигляді дихотомічно розгалуженого куща, що прикріпляється до каменя конічною підошвою. Стволик невеликий, округлий. Гілки пласкі, шкірясті із серединною жилкою і повітряними бульбашками (здуттями) або без них. Краї гілок гладенькі, гофровані або зубчасті. На гілках маються кріптостоми. У багаторічних форм нижня частина слані оголюється і стає паличкоподібною.
Органи розмноження розміщаються в поглибленнях рецептакулів — бородавчастих здуттях на кінцях гілок.
Це багаторічні рослини.

## Поширення
Представники трапляються на літоралі і в субліторалі майже усюди. Найчастіше трапляються біля узбережжя Британських островів, північно-східного узбережжя Північної Америки.

## Практичне значення
Ці водорості використовуються у медицині, косметології, як домішки до їжі людини, що пов'язано із змістом у водоростях амінокислот, важливих вітамінів, фукоїдану, який має противірусну та протипухлинну властивості.

## Види
- Fucus distichus
- Fucus evanescens
- Fucus furcatus
- Fucus guiryi
- Fucus gardneri
- Fucus lagasca
- Fucus mytili
- Fucus nereideus
- Fucus radicans
- Fucus serratus
- Fucus spermophorus
- Fucus spiralis
- Fucus tendo
- Fucus vesiculosus
- Fucus virsoides